# علي الشريف (لاعب كرة قدم)
علي أحمد الشريف مواليد 23 يوليو 2005، هو لاعب كرة قدم سعودي يلعب كلاعب مدافع في أوفي كريت ب اليوناني.

## مسيرة اللاعب
بدأ في نادي أحد وشارك في برنامج الابتعاث السعودي لكرة القدم ووقع عقد مع نادي أوفي كريت ب اليوناني في صيف 2024.